# Jan Pivec
Jan Pivec (19. května 1907 Praha – 10. května 1980 Praha) byl český herec, dlouholetý člen Národního divadla v Praze. Hrál v téměř padesáti filmech a v televizi  vytvořil více než dvacet rolí. Výrazně se uplatnil i v rozhlase. V roce 1963 mu byl udělen titul národní umělec.

## Život
Narodil se jako jediný syn v rodině nožíře a zámečníka Jana Pivce (*1879 Rychnov nad Kněžnou) a jeho ženy Františky v Praze na Vinohradech. Lásku k divadlu mu předal jeho otec, který v mládí sám chtěl být hercem. S matkou od dětství navštěvoval divadlo, učil se hře na housle a zpěv.
Reálné gymnázium nedokončil, vystudoval dvouletou obchodní školu. Měl se stát účetním v obchodě, ale odtud sběhl. Rád říkal, že se stal hercem, protože se nikdy nenaučil deskriptivní geometrii. Otec ho upozornil na inzerát, ve kterém kočovná divadelní společnost hledala herce.  Po prvním angažmá ve vinohradskému ochotnickému spolku VAVŘÍN se rozhodl přidat ke kočovné divadelní společnosti Karla Hroudy , kde trávil část roku 1926 a jaro roku 1927 a pak přešel ke společnosti Jana Drobného a později společnosti Oldřicha Nádhery. Stal se tedy divadelním hercem a posléze i hercem filmovým.
Ještě ve společnosti Oldřicha Nádhery si jej povšiml Jaroslav Hurt, v tu dobu bývalý člen činohry ND a profesor konzervatoře. Hurt jej doporučil a přijal ke studiu a vymohl mu státní stipendium z Vojanovy nadace. V letech 1927 až 1930 tedy Jan Pivec navštěvoval dramatické oddělení Státní konzervatoře  v Praze. Jeho třídním učitelem byl např. i Rudolf Deyl. K jeho spolužákům patřili např. Vlasta Fabianová, Marie Glázrová, Miloš Nedbal, Nelly Gaierová a Hana Vítová .
Po vystřídání několika divadelních scén (mj. Osvobozené divadlo, žižkovská Akropolis, v letech 1930–1934 Slovenské národní divadlo)  zakotvil na pozvání K.H.Hilara v roce 1934  v pražském Národním divadle, ve kterém setrval bezmála čtyřicet let.  Vrcholem Pivcova divadelního herectví byla role Falstaffa v Shakespearových Veselých paničkách windsorských. Exceloval také jako Jago v Othellovi a Mefisto ve Faustovi. Práci v divadle kladl ve svém uměleckém životě na první místo.
Ve filmu proslul jako tradiční milovník, jako například ve snímcích režiséra Vladimíra Slavínského Poznej svého muže nebo Muži nestárnou. Spoluúčinkovali například Zita Kabátová, Jaroslav Marvan, Theodor Pištěk anebo Marta Fričová. Jeho hereckou generaci tvořily hvězdy jako byl Ladislav Pešek, Jiřina Steimarová, Jiřina Štěpničková anebo Stanislav Neumann. 
Po druhé světové válce se prosadila i v herectví nová vlna civilního projevu, a proto nebyl tolik žádán zejména v divadle, ve kterém se navíc stále střídalo vedení. Ve filmu mu úspěch přinesla postava krále Zikmunda Lucemburského, kterého  ztvárnil například ve filmech Vávrovy husitské trilogie Janu Hus (1954), Jan Žižka (1955). 
Více pracovních příležitostí mu poskytla televize. Zahrál si  v televizním  snímku Láska jako trám (1967) a seriálu F.L.Věk (1971). Nezapomenutelná je také, mimo jiné, jeho nádherná role panského správce v televizním filmu se zpracováním Jiráskovy Lucerny. V rozhlase se zase uplatnil jeho sytý, basový hlas s typickou dikcí a vypravěčský talent.  K nezapomenutelným patří jeho interpretace románu Osudy dobrého vojáka Švejka. 
Herectví v divadle se ve stáří musel vzdát, protože trpěl srdečním astmatem a ucpáváním cév, s bércovými vředy na nohou. Z  Národního divadla odešel na vlastní žádost do penze v roce 1970. Ještě řadu let  až do své smrti čekal na další svou roli alespoň ve filmu, ale nedočkal se.  Naposledy hrál v televizním snímku Klobouk plný deště režiséra Františka Filipa. Jan Pivec zemřel 19. května 1980  v 72 letech ve Vinohradské nemocnici v Praze. Je pochován na Vinohradském hřbitově.

## Rodina
Dlouhá léta žil se svou matkou. Poté se třikrát oženil. Nebyl příznivcem společenských večírků, účastnil se jich málokdy. Raději si četl a maloval. Byl silným kuřákem, rád pil kávu a víno. Sledoval box, hokej a byl velkým fanouškem Slavie Praha.
Jeho první ženou byla od roku 1943 herečka Jana Romanová (nar. 1920), půvabná brunetka s drobnou tváří a výraznýma očima, do které se zamiloval při jejich společném natáčení filmu Muži nestárnou (1942), kde ona hrála prostřední z generace tří žen z jedné rodiny, do kterých se on v roli Stáni Jarského opakovaně zamilovával. Jeho manželkou zůstala až do svého odchodu do emigrace do Anglie po únoru 1948, v cizině se údajně v roce 1949 znovu provdala. Její další osudy nejsou známé. Jediným svědectvím z té doby je zmínka herečky Adiny Mandlové v autobiografické knize „Dneska už se tomu směju“: v Anglii se setkaly v polovině 50. let 20. století, kdy Jana měla stát Adině modelem pro sochu, když se dotyčná učila sochařství.
Jeho druhou ženou byla Taťána (Pivcová), kterou Pivcova maminka prý neměla ráda, a tak se časem rozešli. Veřejnosti nejznámější byla Věra, se kterou žil až do smrti. Potkal ji v Národním divadle, kde byla zaměstnána jako účetní.

## Citáty

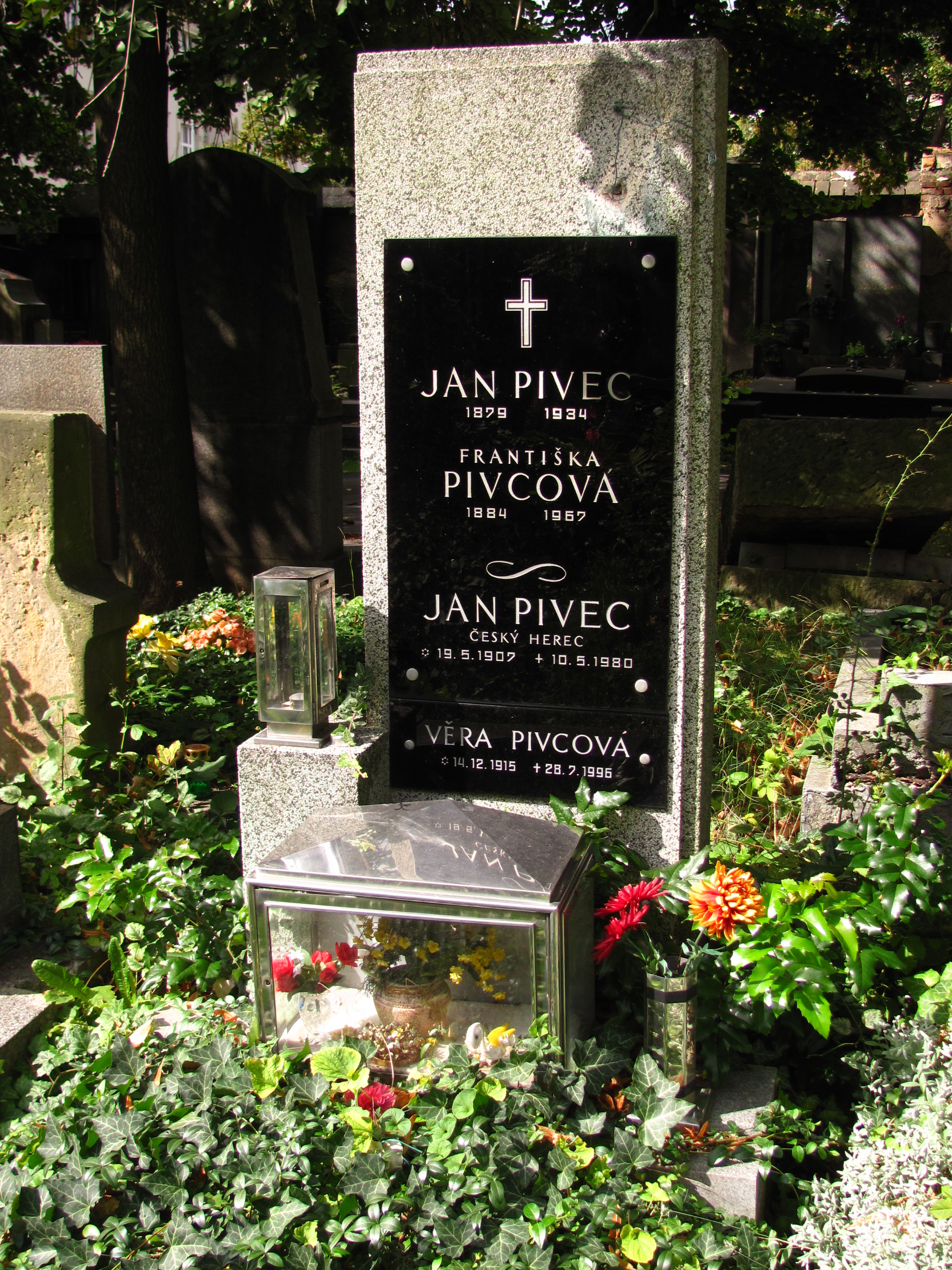
Hrob Jana Pivce na Vinohradském hřbitově v Praze

Když se tak na to své filmování dívám zpovzdálí času, zdá se mi, že přes pěkné zážitky se přece jenom nedá srovnávat s divadlem. Ve filmu to bylo se mnou vždycky nějak méně vyrovnané i méně náročné. No budiž, už je to za námi a už to nedoženu. Nikdy to ostatně nezáleželo ani zdaleka jenom na mně.

| „                  | Tenkrát přijeli do Prahy nějací američtí teatrologové, kteří celý život nedělali nic jiného, než že sledovali představení Othella po celém světě. Viděli Pivce a šli před ním smeknout klobouk. Že je největší Jago, kterého v životě viděli. A mocí mermo chtěli vědět, jakouže to "analýzou" dospěl k tak mistrovskému výkonu. Pivec se podivil, co to na něm chtějí. Vědci zase nechtěli chápat, že vedle analýzy existuje jakési "nevysvětlitelné něco", které buď v herci je, nebo není. Nedefinovatelné. Nedá se mu naučit. | “ |
| — Vlasta Fabianová | |   |

## Ocenění
- 1955 Státní cena
- 1958 titul zasloužilý umělec
- 1963 titul národní umělec

## Vybrané divadelní role
- 1928 A. Jirásek: Jan Žižka, role: Vilém Kostka z Postupic, Jiří, biskup pasovský, Zbyněk Buchovec z Buch, Národní divadlo (ND), režie Vojta Novák
- 1929 Stanislav Lom: Svatý Václav, Svojmír, ND, režie K. H. Hilar
- 1932 Josef Kajetán Tyl: Fidlovačka aneb Žádný hněv a žádná rvačka, Jeník, Národní divadlo, režie K. H. Hilar
- 1932 Sofoklés: Král Oidipus, Kněz Diův, Náčelník sboru, ND, režie K. H. Hilar
- 1933 A. Jirásek: Jan Hus, Patriarcha aquilejský, Stašek, Jan, Biskup augšpurský, ND, režie Jiří Frejka
- 1933 W. Shakespeare: Sen noci svatojanské, Oberon, ND, režie K. H. Hilar
- 1934 W. Shakespeare: Cokoli chcete čili Večer tříkrálový, Antonio, ND, režie K. H. Hilar
- 1934 A. Dumas ml.: Dáma s kaméliemi, Gaston Rieux, Stavovské divadlo, režie Z. Rogoz
- 1934 M. Achard: Migo z Montparnassu, Ribadeau, Stavovské divadlo, režie J. Frejka
- 1934 I. Vojnovič: Smrt matky Jugovićů, Jiný posel, ND, režie J. Kvapil
- 1935 E. Bourdet: Časy se mění, Bob Laroche, Stavovské divadlo, režie K. Dostal
- 1936 W. Shakespeare: Julius Caesar, Titinius, Příštipkář, ND, režie J. Frejka
- 1937 K. Čapek: Bílá nemoc, První asistent, Stavovské divadlo, režie Karel Dostal
- 1937 Frank Tetauer: Svět, který stvoříš, Václav Linhart, Stavovské divadlo, režie Aleš Podhorský
- 1938 W. Shakespeare: Romeo a Julie, Mercutio, Valdštejnská zahrada, režie J. Frejka
- 1938 J. Hilbert: Falkenštejn, Hynek z Dubé, Stavovské divadlo, režie J. Frejka
- 1938 Karel Čapek: Loupežník, Loupežník, Stavovské divadlo, režie J. Frejka
- 1939 K. Čapek: R. U. R. , Dr.  Hallemeier, Stavovské divadlo, režie K. Dostal
- 1939 J. W. Goethe: Faust, Mefisto, Národní divadlo, režie K. Dostal
- 1939 W. Shakespeare: Macbeth, Ross, ND, režie Jan Bor
- 1940 W. Shakespeare: Mnoho povyku pro nic, Beneš, Prozatímní divadlo, režie Aleš Podhorský
- 1940 W. Shakespeare: Othello, Roderigo, ND, režie Jan Bor
- 1941 O. Kerhart: Josef Mánes, Karel Turkyně, 1941, Prozatímní divadlo, režie Aleš Podhorský
- 1942 Jan Bor: Zuzana Vojířová, Jan Budař, ND, režie Jan Bor
- 1943 bří Mrštíkové: Maryša, Francek, ND, režie Aleš Podhorský
- 1944 S. Lom: Člověk Odysseus, Hélios, ND, režie J. Frejka
- 1945 Alois Jirásek: Lucerna, Sejtko, Národní divadlo, režie Vojta Novák
- 1945 N. V. Gogol: Ženitba, Kočkarev, Stavovské divadlo, režie Aleš Podhorský
- 1946 J. Kolár: Pražský žid, Vojtěch Choltic, Stavovské divadlo, režie J. Honzl
- 1946 František Langer: Obrácení Ferdyše Pištory, Ferdyš Pištora, Stavovské divadlo, režie Vojta Novák
- 1948 L. M. Leonov: Jabloňové sady, Jurij, Tylovo divadlo režie M. Nedbal
- 1949 E. Rostand: Cyrano z Bergeracu, Ragueneau, Tylovo divadlo, režie Fr. Salzer
- 1949 A. Zápotocký: Vstanou noví bojovníci, Valdek, Národní divadlo, režie Jaroslav Průcha
- 1950 C. Goldoni: Sluha dvou pánů, Truffaldino Gdebizzopopad, Tylovo div. , režie Karel Dostal
- 1950 J. K. Tyl: Strakonický dudák, Alamír, Tylovo divadlo, režie František Salzer
- 1950 W. Shakespeare: Zkrocení zlé ženy, Grumio, Tylovo divadlo, režie Fr. Salzer
- 1951 William Shakespeare: Othello, Jago, Tylovo divadlo, režie Jan Škoda
- 1952 A. Jirásek: Lucerna, Klásek, ND, režie L. Boháč
- 1953 L. Stroupežnický: Naši furianti, Valentin Bláha, Tylovo divadlo, režie Zdeněk Štěpánek
- 1953 O. Šafránek: Vlastenec, Krumlovský, Tylovo divadlo, režie František Salzer
- 1954 D. Berg: Matka Riva, Benny Mendelson, Tylovo divadlo, režie Fr. Salzer
- 1955 H. Zinnerová: Ďábelský kruh, Ernst Röhm, Tylovo divadlo, režie A. Radok
- 1955 A. P. Čechov: Tři sestry, Andrej Sergějevič Prozorov, Tylovo divadlo, režie Zdeněk Štěpánek
- 1956 bří Mrštíkové: Maryša, Vávra, Národní divadlo, režie Z. Štěpánek
- 1957 K. Čapek: Bílá nemoc, Baron Krüg, Národní divadlo, režie Fr. Salzer
- 1958 N. V. Gogol: Revizor, Anton Antonovič Skvoznik-Dmuchanovský, Tylovo divadlo, režie Jaromír Pleskot
- 1960 A. P. Čechov: Racek, Boris Alexějevič Trigorin, Tylovo divadlo, režie O. Krejča
- 1962 W. Shakespeare: Veselé windsorské paničky, Rytíř Jan Falstaff, Tylovo divadlo, režie Jaromír Pleskot
- 1962 M. Stehlík, M. A. Šolochov: Rozrušená země, Makar Nagulnov, Národní divadlo, režie J. Strejček
- 1963 J. Průcha: Hrdinové okamžiku, Josef Frankovský, Tylovo divadlo, režie Jiří Dohnal
- 1967 J. Toman: Don Juan, Padre Gregorio, ND, režie Karel Jernek
- 1967 L. Aškenazy: Rasputin, Rasputin, Národní divadlo, režie Evžen Sokolovský
- 1968 Karel Čapek: Bílá nemoc, Maršál, Tylovo divadlo, režie E. Sokolovský

## Diskografie
- 1971 Jan Pivec, bez líčidla – Panton

## Filmografie

### 20. léta
- Pancéřové auto (1929) – bankovní úředník

### 30. léta
- Příklady táhnou (1939) – podvodník Kolář
- Hvězda z poslední štace (1939) – Melichar
- Neporažená armáda (1938) – Vladimír Bouchal
- Svět, kde se žebrá (1938) – strážník
- Děvčata, nedejte se! (1937) – Václav Roubal
- Filosofská historie (1937) – filosof Frýbort
- Rozkošný příběh (1937) – Dobeš
- Divoch (1936) – prokurista
- Velbloud uchem jehly (1936) – Fred
- Milan Rastislav Štefánik (1935) – Král

### 40. léta
- Divá Bára (1949) – správce Sláma
- Dnes neordinuji (1948) – MUDr. Johánek
- Ves v pohraničí (1948) – Pilař
- Nerozumím (1947) – kapitán Václav Černý
- Nevíte o bytě? (1947) – Vejvoda
- Průlom (1946) – Vojta
- Velký případ (1946) – role neurčena
- Rozina sebranec (1945) – Potměbílý
- U Pěti veverek (1944) – Jan Rezek
- Tanečnice (1943) – Borský
- Muži nestárnou (1942) – Stáňa Jarský
- Okouzlená (1942) – malíř Karas
- Hotel Modrá hvězda (1941) – hudebník Jirka Tůma
- Pantáta Bezoušek (1941) – Králiš
- Preludium (1941) – oponář Tonda
- Pro kamaráda (1941) – horní Pešek
- Minulost Jany Kosinové (1940) – medik Karel
- Poznej svého muže (1940) – Ing. Koval
- Štěstí pro dva (1940) – dr. Karel Svoboda

### 50. léta
- Dům na Ořechovce (1959) – Karel Mareš
- Hlavní výhra (1959) – ředitel Vacek
- Mstitel (1959) – kupec Konopník
- Kasaři (1958) – por. Rybák
- Občan Brych (1958) – Saska
- Povodeň (1958) – lékař
- Případ ještě nekončí (1957) – Hába
- Proti všem (1957) – Zikmund Lucemburský
- Štěňata (1957) – Josíf
- Vina Vladimíra Olmera (1956) – Hradec
- Zaostřit, prosím! (1956) – Pošahal
- Jan Žižka (1955) – Zikmund Lucemburský
- Jan Hus (1954) – Zikmund Lucemburský
- Nejlepší tip (1954) – Načeradec
- Jestřáb kontra Hrdlička (1953) – Romanov
- Haškovy povídky ze starého mocnářství (1952) – starosta

### 60. léta
- Zločin a trik II. (1967) – role neurčena vlastním přičiněním
- Blbec z Xeenemünde (1962) – major

### 70. léta
- I muži stárnou (1977) – sám sebe (medailon)

## Televize
- 1961 Námluvy – statkář. Film získal  Zlatou nymfu jako nejlepší komedie na mezinárodním televizním festivalu v Monte Carlu.
- 1964 Příběh dušičkový – oficiál Konopka
- 1967 Láska jako trám  – Rudolf
- 1967 Lucerna – vrchní
- 1970 Bližní na tapetě (cyklus mikrokomedií Malé justiční omyly) - role: Karel Mazač (2. příběh: Zeď)
- 1971 F. L. Věk (seriál) – otec Věk
- 1973 Klobouk plný deště  – otec

## Rozhlas
- 1950 William Shakespeare: Othello – role: Jago, režie: Miloslav Jareš
- 1955 William Shakespeare: Veselé paničky windsorské - role: Falstaff, režie: Josef Bezdíček
- 1956–1957 Jaroslav Hašek: Osudy dobrého vojáka Švejka –  četba na pokračování, režie Jiří Roll, úprava textu Zdeněk Jirotka[13]
- 1956 Jaroslav Vrchlický: Noc na Karlštějně – role: Štěpán, vévoda bavorský
- 1958 Karel Čapek: Válka s mloky – role: kapitán Van Toch, režie Jiří Horčička[14]
- 1958 Karel Čapek: Bílá nemoc – role: baron Krieg, režie František Salzer
- 1966 Jan Drda: Hastrmani – četba pro děti
- 1969 František Nepil: Malé lesní pohádky – četba pro děti, režie Helena Philippová